# سولفوریک اسید
اسید سولفوریک که در گذشته جوهر گوگرد خوانده می‌شد، نوعی اسید معدنی است که از عناصر گوگرد، اکسیژن و هیدروژن تشکیل می‌شود و فرمول شیمیایی آن H2SO4 است. این ماده یک مایع بی‌رنگ، بی‌بو، و با گرانروی بالا است که انحلال آن با آب بسیار گرمازا است.

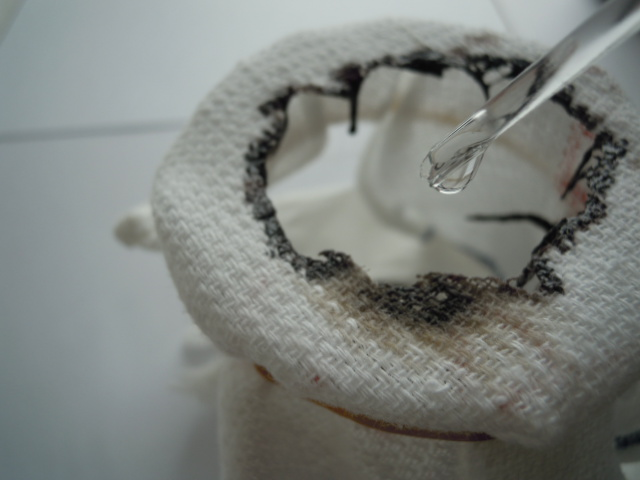
چند قطره اسید سولفوریک غلیظ به سرعت می‌تواند پارچه از جنس کتان را توسط فرایند آب زدایی از بین ببرد.

حجم تولید این ماده در جهان به قدری بالاست که معمولاً از آن به عنوان «سلطان مواد شیمیایی» یاد می‌شود. در حقیقت این اسید به قدری با اهمیت است که سرانه مصرف آن به ازای هر فرد، یکی از شاخص‌های تعیین پیشرفت فنی کشورهاست.
اسید سولفوریک با فرایندهای مختلفی تولید می‌شود، از جمله: فرایند تماسی، فرایند سولفوریک اسید مرطوب، فرایند محفظه سربی. فرایند سولفوریک اسید مرطوب
اسید سولفوریک یکی از مواد اصلی در صنایع شیمیایی است. در صنعت ساخت کودهای شیمیایی به‌طور گسترده‌ای از آن استفاده می‌شود. همچنین کاربرد گسترده‌ای در فراوری سنگ‌ها و مواد معدنی، پالایشگاه نفت، تصفیه فاضلاب و سنتز شیمیایی دارد.

## تاریخچه

### ویترول ها

#### تاریخ باستان
مطالعه ویترول‌ها (سولفات‌های هیدراته فلزات مختلف که تشکیل مواد معدنی شیشه‌ای می‌دهند و از آن‌ها میتوان اسید سولفوریک استخراج کرد) از زمان‌های باستان آغاز شد. سومریان فهرستی از انواع ویترول‌ها داشتند که آن‌ها را بر اساس رنگ مواد طبقه‌بندی کرده بودند. برخی از نخستین مباحث درباره منشأ و خواص ویترول در آثار پزشک یونانی دیوسکوریدس (قرن اول میلادی) و طبیعی‌دان رومی پلینیوس بزرگ (۲۳–۷۹ میلادی) یافت می‌شود. جالینوس نیز در مورد استفاده پزشکی از آن صحبت کرده است. استفاده‌های متالورژیکی از مواد ویترولیکی در آثار کیمیاگری هلنیستی از زوسیموس پانپولیس، در رساله "Phisica et Mystica" و پاپیروس لیدن X ثبت شده است.
اسید سولفوریک برای نخستین بار توسط جابر بن حیان کشف شد. او با تقطیر کانی‌های سولفات آهن (معروف به زاج سبز ) ( آهن سولفات هفت آبه به فرمول FeSO4.7H2O ) و مس(II) سولفات، این اسید را به دست آورد.
پاراچلسوس، کیمیاگر سوئیسی-آلمانی، در قرن 16 میلادی با استفاده از روش تقطیر خشک، اسید سولفوریک را تولید کرد.
جوهن گلاوبر، شیمیدان آلمانی در قرن 17 میلادی، با سوزاندن گوگرد و نیترات پتاسیم (شوره) و عبور دادن بخارات حاصل از آن در آب، اسید سولفوریک تولید کرد.
جان روباک، شیمیدان بریتانیایی، در سال 1746 اولین کارخانه صنعتی تولید اسید سولفوریک را با استفاده از فرآیند اتاق سربی (Lead Chamber Process) در نزدیکی ادینبورگ تأسیس کرد. این روش به طور گسترده تا قرن 19 استفاده می‌شد.
فرآیند تماسی (Contact Process) در اواخر قرن 19 توسط شیمیدان‌های آلمانی توسعه یافت. این فرآیند شامل اکسیداسیون دی‌اکسید گوگرد به تری‌اکسید گوگرد و سپس ترکیب آن با آب برای تولید اسید سولفوریک بود. این روش به دلیل کارایی بالاتر و تولید اسید با خلوص بیشتر، به تدریج جایگزین فرآیند اتاق سربی شد.

## خواص فیزیکی
این ماده دارای مولکول‌های دارای گشتاور قطبی است که می‌توانند با یک‌دیگر پیوند هیدروژنی برقرار کنند. پس سولفوریک اسید مایعی است با نقطه جوش بالا و هم چنین یک مایع ویسکوز (دارای گران روی زیاد) محسوب می‌شود. همین شرایط مولکولی باعث می‌شوند که سولفوریک اسید به خوبی در آب حل شود و محلول‌های اسیدی مختلف تولید کند.

### درجات اسید سولفوریک
با اینکه ساخت اسید سولفوریک ۱۰۰ درصد ممکن است، اما با از دست دادن SO3 در نقطه جوش، غلظت به ۹۸.۳٪ کاهش می‌یابد. گرید ۹۸.۳٪ که برای انبار کردن پایدارتر است، شکل معمولی «اسید سولفوریک غلیظ» به شمار می‌رود. دیگر غلظت ها برای اهداف مختلفی استفاده می‌شوند. برخی از غلظت‌های معمول عبارتند از: 
| نام                                              | غلظت (مول/لیتر) | چگالی (کیلوگرم/لیتر) | کسر جرمی H2SO4 |
| ------------------------------------------------ | --------------- | -------------------- | -------------- |
| اسید سولفوریک رقیق                               | <4.2            | 1.00-1.25            | <29%           |
| اسید باتری (به کار رفته در باتری های سربی-اسیدی) | 4.2–5.0         | 1.25–1.28            | 29–32%         |
| اسید (محفظه‌ای/اتاقی) اسید کود                    | 9.6–11.5        | 1.52–1.60            | 62–70%         |
| اسید برج اسید گلوور                              | 13.5–14.0       | 1.70–1.73            | 78–80%         |
| اسید 66 Bé (66 درجه باومه)                       | 17.4            | 1.83                 | 93.2%          |
| اسید سولفوریک غلیظ                               | 18.4            | 1.84                 | 98.3%          |

"اسید اتاقی" و "اسید برج" دو غلظت اسید سولفوریک بودند که توسط فرآیند محفظه سربی تولید می‌شدند. اتاقک یا محفظه اسیدی بود که در همانجا اسید تولید می‌شد (کمتر از ۷۰٪ برای جلوگیری از آلودگی با نیتروسیل‌سولفوریک اسید) و اسید برجی اسیدی بود که از پایین برج گلاور بازیابی می‌شد.
این غلظت‌ها اکنون به عنوان غلظت‌های تجاری اسید سولفوریک منسوخ شده‌اند، اگرچه ممکن است در صورت نیاز  از اسید سولفوریک غلیظ در آزمایشگاه تهیه شوند. به‌خصوص، اسید سولفوریک « ۱۰ مولار »، که توسط افزودن اسید سولفوریک ۹۸٪ (به آهستگی) به آب (با حجم برابر)، با هم‌زدن مناسب ساخته می شود.
نکته: دمای مخلوط می‌تواند به ۸۰ درجه سانتی‌گراد (۱۷۶ درجه فارنهایت) یا بالاتر میتواند برسد.
اسید سولفوریک نه تنها شامل مولکول‌های H2SO4 است، بلکه در واقع یک تعادل از بسیاری از گونه‌های شیمیایی دیگر نیز می‌باشد، همان‌طور که در جدول زیر نشان داده شده است.
| گونه ها | mMol/kg |
| ------- | ------- |
| H2O     | 0.1     |
| H2S2O7  | 3.6     |
| -HSO2O7 | 4.4     |
| +H3O    | 8.0     |
| +H3SO4  | 11.3    |
| -HSO4   | 15.0    |

اسید سولفوریک یک مایع روغنی بی‌رنگ است و فشار بخار آن در ۲۵ درجه سانتی‌گراد کمتر از 0.001 میلی‌متر جیوه و در ۱۴۵.۸ درجه سانتی‌گراد ۱ میلی‌متر جیوه است. اسید سولفوریک ۹۸٪ نیز فشار بخاری کمتر از ۱ میلی‌متر جیوه در ۴۰ درجه سانتی‌گراد دارد.
در حالت جامد، اسید سولفوریک یک جامد مولکولی است که کریستال‌های مونوکلینیک با پارامترهای شبکه‌ای تقریباً سه‌گوش را تشکیل می‌دهد. ساختار آن شامل لایه‌هایی موازی با صفحه (010) است که در آن هر مولکول توسط پیوندهای هیدروژنی به دو مولکول دیگر متصل می‌شود. هیدرات‌های H2SO4·nH2O برای n = 1، 2، 3، 4، 6. 5، و 8 شناخته شده‌اند، اگرچه بیشتر هیدرات‌های میانی در برابر تسهیم نامتناسب پایدار هستند.

### قطبیت و رسانایی
اسید سولفوریک بدون آب (H2SO4) یک مایع بسیار قطبی است که ثابت دی‌الکتریک آن حدود 100 است. این مایع رسانایی الکتریکی بالایی دارد که ناشی از اتوپروتولیز (خود پروتونه شدن) است، به این صورت که:
H2SO4 ⇌ H3SO4+ + HSO4−
ثابت تعادل برای اتوپروتولیز (در ۲۵ درجه سانتی‌گراد) به شرح زیر است:
[H3SO4]+[HSO4]− = 2.7 × 10−4
ثابت تعادل مربوط به آب، Kw، برابر با 14-10 است که ۱۰۱۰ (۱۰ میلیارد) بار کوچکتر است.
علیرغم ویسکوزیته (چسبناکی) اسید، رسانایی موثر یون‌های +H3SO4 و -HSO4 به دلیل مکانیزم تعویض پروتون درون مولکولی (مشابه مکانیزم گروتوس در آب) بالاست، که اسید سولفوریک را به یک رسانای الکتریکی خوب تبدیل می‌کند. همچنین، این اسید برای بسیاری از واکنش‌ها یک حلال عالی است.

## ساختار مولکولی و خصلت اسیدی
این ماده از مولکول‌هایی شامل یک اتم گوگرد، چهار اتم اکسیژن و دو اتم هیدروژن ساخته شده‌است. از آن‌جا که هیدروژن‌ها به اتم اکسیژن متصل هستند، حامل بار مثبت جزئی می‌باشند و قادرند به عنوان هیدروژن اسیدی عمل کنند. با از دست دادن اولین هیدروژن، آنیون هیدروژن‌سولفات تولید می‌شود که با توجه به ساختارهای رزونانسی، بسیار پایدار است؛ بنابراین اولین تفکیک سولفوریک اسید، به شکل کامل انجام می‌شود:
۱) H2SO4 + H2O → HSO4- + H3O+
برای دومین مرحله، باید هیدروژن به شکل کاتیون، آنیون هیدروژن‌سولفات را ترک کند که چندان راحت نیست؛ بنابراین تفکیک دومین هیدروژن اسیدی در سولفوریک اسید، کامل نیست و یک واکنش تعادلی است:
۲) HSO4- + H2O ⇔ H3O+ + SO42-

## تولید سولفوریک اسید

### فرایند مجاورت[۱۰]
سولفوریک اسید، یکی از مهم‌ترین مواد شیمیایی صنعتی است که با استفاده از فرایند مجاورت تولید می‌شود.
در مرحله نخست گوگرد در مجاورت اکسیژن، اکسید شده و گوگرد دی‌اکسید به دست می‌آید:
S(s) + O2(g) → SO2(g) (1
در مرحله بعد گوگرد دی‌اکسید در مجاورت یک کاتالیزگر و در واکنش با اکسیژن اضافی به گوگرد تری اکسید اکسید می‌شود:
SO2(g) + O2(g) → SO3(g) (2
این واکنش گرماده است و انتروپی (بی نظمی) آن کاهش می‌یابد چون عامل انتروپی نامساعد است (پدیده‌های جهان به سمت بی نظمی بیشتر می‌روند) یک عامل نامساعد ترمودینامیکی دارد پس برگشت‌پذیر است.
واکنش بالا در دمای معمولی بسیار کند است؛ لذا در روش صنعتی، از دماهای بالاتر (۴۰۰C تا۷۰۰C) و از یک کاتالیزور (مانند پنتا اکسید وانادیم V
۲O
۵ یا اسفنج پلاتین، که البته امروزه کمتر به کار می‌رود) استفاده می‌شود.
از واکنش گوگرد تری‌اکسید با آب، محلول سولفوریک اسید تشکیل می‌شود:
SO3(g) + H2O(l) → H2SO4(aq) (3
با تکرار مراحل بالا و دمیدن گوگرد تری‌اکسید درون محلول سولفوریک اسید، پیروسولفوریک اسید (H2S2O7) تشکیل می‌شود:
H2SO4(l) + SO3(g) → H2S2O7(l) (4سپس با افزودن کمی آب به این به پیروسولفوریک اسید، محلول سولفوریک اسید را تهیه می‌کنند:
H2S2O7(l) + H2O(l) → 2H2SO4(l) (۵
کنترل این روش که در آن، پیروسولفوریک اسید تشکیل می‌شود، آسان‌تر از واکنش مستقیم گوگرد تری‌اکسید با آب است؛ بنابراین از این واکنش برای تولید سولفوریک اسید با درصد معین و غلظت دل‌خواه استفاده می‌شود.

### دیگر روش‌ها
سولفوریک اسید را می‌توان در آزمایشگاه از واکنش گاز گوگرد دی‌اکسید با هیدروژن پراکسید (آب اکسیژنه) به دست آورد.
(g) + H
2O2 (l) → H
2SO
4 (l)SO
2
روش دیگر سنتز سولفوریک اسید در آزمایشگاه با استفاده از الکترولیز مس(II) سولفات می‌باشد که کاتد باید از فلزی باشد که رسانایی خوبی دارد، مانند مس و آند نیز باید از جنس پلاتین یا زغال باشد تا با محلول واکنش ندهد.

## کاربردها
اسید سولفوریک یک ماده شیمیایی اولیه بسیار مهم است و در واقع، تولید اسید سولفوریک یک کشور، شاخص خوبی برای قدرت صنعتی آن است. تولید جهانی در سال ۲۰۰۴ حدود ۱۸۰ میلیون تُن بود، با توزیع جغرافیایی زیر: آسیا ۳۵٪، آمریکای جنوبی (از جمله مکزیک) ۲۴٪، آفریقا ۱۱٪، اروپا غربی ۱۰٪، اروپای شرقی و روسیه۱۰٪، استرالیا و اقیانوسیه۷٪، آمریکای جنوبی ۷٪. بیشتر این مقدار (یعنی حدود ۶۰٪) برای تولید کودها، به ویژه سوپرفسفات‌ها، امونیوم فسفات و سولفات های آمونیم مصرف می‌شود. حدود ۲۰٪ از سولفوریک اسید تولید شده در جهان در صنایع شیمیایی برای تولید مواد شوینده، رزین‌ های مصنوعی، مواد رنگی، دارویی، کاتالیزورهای نفتی، حشره‌کش‌ها و ضدیخ و همچنین در فرایندهای مختلفی مانند اسیدی سازی چاه‌های نفت، کاهش آلومینیوم، ساخت کاغذ روغنی، و تصفیه آب استفاده می‌شود. حدود ۶٪ از موارد استفاده مربوط به رنگدانه‌ها است و شامل رنگ، مینا، جوهر چاپ، پارچه و کاغذ روکش شده‌است و بقیه در بسیاری از کاربردها مانند تولید مواد منفجره، سلفون، منسوجات استات و ویسکوز، روان‌کننده‌ها، فلزات غیر-آهنی، و باتری‌ها. اندازه بازار جهانی سولفوریک اسید در سال ۲۰۱۶ برابر ۱۰ میلیارد دلار ارزیابی شده‌است.